# Stephanothelys
Stephanothelys – rodzaj roślin z rodziny storczykowatych (Orchidaceae). Obejmuje 5 gatunków występujących w Ameryce Południowej w Boliwii, Kolumbii, Ekwadorze, Peru.

## Systematyka
Rodzaj sklasyfikowany do podplemienia Goodyerinae w plemieniu Cranichideae, podrodzina storczykowe (Orchidoideae), rodzina storczykowate (Orchidaceae), rząd szparagowce (Asparagales) w obrębie roślin jednoliściennych.
Wykaz gatunków
- Stephanothelys colombiana Garay
- Stephanothelys rariflora Garay
- Stephanothelys siberiana Ormerod
- Stephanothelys sororia Garay
- Stephanothelys xystophylloides (Garay) Garay